# Linha H do Metrocable de Medellín
A Linha H: Oriente ↔ Villa Sierra é uma das linhas em operação do Metrocable de Medellín, inaugurada no dia 17 de dezembro de 2016. Estende-se por cerca de 1,4 km. A cor distintiva da linha é o magenta.
Possui um total de 3 estações em operação, das quais 1 é superficial e 2 são elevadas. A Estação Oriente possibilita integração com a Tranvía de Ayacucho.
A linha, operada pela Empresa de Transporte Masivo del Valle de Aburrá Limitada (ETMVA), possui capacidade para transportar até 1.800 passageiros por hora em cada sentido. Atende somente o município de Medellín, situado na Região Metropolitana do Vale do Aburrá.

## Estações
| Nome         | Inauguração            | Município | Integração | Posição    | Latitude      | Longitude     |
| ------------ | ---------------------- | --------- | ---------- | ---------- | ------------- | ------------- |
| Oriente      | 17 de dezembro de 2016 | Medellín  |            | Superfície | 06° 13' 59" N | 75° 32' 25" O |
| Las Torres   | 17 de dezembro de 2016 | Medellín  | -          | Elevada    | 06° 14' 12" N | 75° 32' 11" O |
| Villa Sierra | 17 de dezembro de 2016 | Medellín  | -          | Elevada    | 06° 14' 07" N | 75° 32' 00" O |